# Nicolás Aguirre (baloncestista)
Gustavo Nicolás Aguirre (Santiago del Estero, 31 de marzo de 1988) es un baloncestista argentino, que se desempeña en la posición de base, actualmente en Regatas Corrientes de la Liga Nacional de Básquet de Argentina.

## Carrera

### Etapa formativa
Aguirre creció practicando fútbol en el club Estudiantes de Huaico Hondo y baloncesto en el club Independiente BBC, hasta que a los 14 años se inclinó por este último. El jugador asegura que el básquet barrial (la versión argentina del streetball) ayudó a forjar su estilo.
Esperanzado con la posibilidad de jugar profesionalmente, migró a Córdoba, donde se unió al equipo juvenil del Hindú Club. Allí perfeccionó su juego, lo que le sirvió para realizar pruebas en diferentes clubes de las categorías del ascenso argentino, hasta que finalmente fue fichado por Firmat Football Club. En ese equipo, mientras aún se desempeñaba en los torneos juveniles, pudo entrar en la rotación del plantel profesional que participaba de la Liga B.

### Inicios en la LNB
Tras dejar Firmat Football Club, Aguirre consiguió un contrato en  Quilmes de Mar del Plata de la Liga Nacional de Básquet, la categoría máxima del baloncesto profesional argentino. Su debut en el certamen fue en duelo frente a El Nacional Monte Hermoso disputado el 5 de octubre de 2007. Si bien esa temporada su equipo no llegaría muy lejos en la lucha por el título, su talento no pasaría desapercibido por los demás clubes de la LNB.
Fue por ello que Boca Juniors lo sumó a su plantel a mediados de 2008, dándole roce internacional a través de la LSB. En sus dos años en el club porteño, el rendimiento general de Aguirre fue muy bueno, proyectándose como una de las futuras estrellas nacionales. 
En 2010 fue contratado por La Unión de Formosa, equipo que lo designó como su base titular. Sin embargo, tras 38 partidos en los que promedió 8 puntos, 3.8 rebotes y 2.1 asistencias por encuentro, el club prescindió de sus servicios y contrató en su lugar a Matías Ibarra, para afrontar el último tramo de la temporada 2010-11 de la LNB. Huérfano de equipo, Aguirre arregló su incorporación a Quimsa, representante santiagueño en el certamen nacional. Allí jugó 20 partidos, contribuyendo a que el equipo alcanzara las semifinales de los playoffs, donde terminaron siendo barridos por Atenas. 
Al concluir la temporada, se sumó a la selección de Santiago del Estero que afrontó una nueva edición del Campeonato Argentino de Básquet. En ese equipo, además de Aguirre, estaban Fernando Small, Bruno Ingratta y Enzo Ruiz entre otros talentos provinciales. Capitaneados por el base, los santiagueños obtuvieron el título por primera vez después de 20 años.  

### Primera etapa con Quimsa
Siendo muy apreciado por los aficionados de Quimsa, Aguirre acordó extender su contrato por dos temporadas con el club de su provincia natal. Así, en los siguientes dos años, asumió el puesto de generador de juego y conductor del equipo, disputando tanto los torneos locales como los internacionales. De todos modos la ausencia de títulos pesó sobre su figura, por lo que los dirigentes del club optaron por no renovarle su vínculo con la institución para la temporada 2013-14.

### Resurgimiento en Sionista
Aguirre quedó como agente libre en el último semestre de 2013. En ese lapso el jugador aprovechó para mejorar su aspecto físico y perfeccionar sus técnicas para anotar, entrenando individualmente en las instalaciones de Independiente BBC. En enero de 2014 le llegó la oportunidad de volver al campo de juego, luego de que Sionista lo sumara como sustituto de un lesionado Juan Pablo Cantero. Si bien su equipo no progresó más allá de la primera ronda de los playoffs, la explosividad de Aguirre llamó la atención de varios clubes de la categoría.

### Segunda etapa con Quimsa
Quimsa recontrató a Aguirre para la temporada 2014-15 de la LNB. El otro armador del equipo contra el que debía competir por la titularidad era Lucas Naim Pérez. El santiagueño rápidamente se convirtió en el líder de Quimsa, conduciendo a sus compañeros a la conquista del Torneo Súper 8 2014 al vencer a Estudiantes de Concordia, Peñarol de Mar del Plata y Obras Sanitarias. Aguirre fue nombrado como MVP de ese certamen. De todos modos ese título fue sólo un anticipo de lo que el jugador estaría dispuesto a conseguir.
Luego de realizar una estupenda campaña en la temporada regular, Quimsa avanzó firmemente en los playoffs hasta alcanzar las finales ante Gimnasia Indalo. Tras lograr la victoria en el quinto juego disputado en el Estadio Socios Fundadores, el equipo santiagueño se coronó campeón de la LNB por primera vez en su historia. Aguirre fue reconocido como el MVP del certamen. Actuó en 67 partidos en los que promedió 12 puntos y 4.6 asistencia por encuentro, convirtiéndose así en uno de los jugadores más destacados del torneo.

### Consolidación en San Lorenzo
Su exitosa campaña y su innegable consagración como baloncestista, sirvió como excusa para que el recientemente ascendido San Lorenzo lo sumara a su ambicioso proyecto. En su primera temporada allí volvería a consagrarse campeón de la LNB. Sin embargo ese sería sólo el primero de los diversos títulos que el club porteño consiguió bajo el liderazgo de Aguirre.
Fue jugando para San Lorenzo que el base terminó de consolidarse como una de las mayores figuras de la LNB en particular y del básquet argentino en general. El nivel que alcanzó fue ampliamente reconocido por los expertos.
Tuvo también la posibilidad de experimentar cómo es el baloncesto competitivo fuera de su país al actuar en la temporada 2020 de la Liga Nacional de Baloncesto Profesional de México como parte de Fuerza Regia de Monterrey, equipo que finalmente se consagraría campeón. Aguirre solamente vio acción en 6 encuentros. 

### Regatas Corrientes
Los problemas económicos llevaron a San Lorenzo a desarticularse en 2021. Ello hizo que Aguirre abandonara el club en el que se había consagrado como multicampeón para buscar nuevos rumbos en otro equipo con ambiciones de disputar los primeros puestos de la LNB. 
Tras analizar varias ofertas, finalmente Aguirre decidió jugar la temporada 2021-22 con Regatas Corrientes. Aunque la expectativa en los correntinos fue muy alta, lo cierto fue que las lesiones afectaron al base, motivo por el cual estuvo ausente en muchos partidos claves del certamen.  

### Experiencia en Uruguay y Brasil
Buscando incursionar en ligas profesionales de baloncesto diferentes a la de Argentina, Aguirre apareció jugando en los playoffs de la Liga Uruguaya de Básquetbol bajo los colores de Peñarol. Sólo jugó un partido en el que su actuación no pudo salvar a su equipo de la eliminación en la serie de semifinales. Unos días después, el 27 de junio de 2022, Aguirre fue fichado por Flamengo del Novo Basquete Brasil. En su temporada en Brasil, Aguirre fue de mayor a menor, por lo que terminó su participación en el campeonato local relegado en el banco de suplentes.

### Olímpico
Aguirre retornó a la Argentina y en julio de 2023 se anunció su fichaje por parte de Olímpico, el clásico rival de Quimsa.

## Selección nacional
A nivel juvenil, Aguirre participó en el Campeonato Mundial de Baloncesto Sub-19 de 2007 entre otros torneos.
En 2010 integró el seleccionado denominado Argentina Proyección 2014-2018, creado para darle rodaje internacional a los jugadores que debían ser los sucesores de la Generación Dorada. Con ese equipo disputó una serie de partidos amistosos en China y Australia.
Con la selección absoluta debutó el 23 de noviembre de 2017 en un partido ante Paraguay.

## Palmarés

### Campeonato Nacionales
| Título                                  | Club                       | País      | Año     |
| --------------------------------------- | -------------------------- | --------- | ------- |
| Torneo Súper 8                          | Asociación Atlética Quimsa | Argentina | 2014    |
| Liga Nacional de Básquet                | Asociación Atlética Quimsa | Argentina | 2014-15 |
| Liga Nacional de Básquet                | San Lorenzo                | Argentina | 2015-16 |
| Torneo Súper 4                          | San Lorenzo                | Argentina | 2017    |
| Liga Nacional de Básquet                | San Lorenzo                | Argentina | 2016-17 |
| Liga Nacional de Básquet                | San Lorenzo                | Argentina | 2017-18 |
| Liga Nacional de Básquet                | San Lorenzo                | Argentina | 2018-19 |
| Liga Nacional de Baloncesto Profesional | Fuerza Regia de Monterrey  | México    | 2020    |
| Liga Nacional de Básquet                | San Lorenzo                | Argentina | 2020-21 |

### Campeonato Internacionales
| Título               | Club        | País      | Año  |
| -------------------- | ----------- | --------- | ---- |
| Liga de las Américas | San Lorenzo | Argentina | 2018 |
| Liga de las Américas | San Lorenzo | Argentina | 2019 |

### Consideraciones personales
- MVP de la LNB: 2014-15.
- MVP del Súper 8: 2014.